# Campaign
Campaign este o revistă britanică de marketing și comunicare, publicată de trustul media Haymarket Group.
Revista a fost lansată și în România, în mai 2005, de compania Business Media Group,
dar și-a încetat apariția în noiembrie 2008.